# Pragatinagar
Pragatinagar (nepalski: प्रगतिनगर) – gaun wikas samiti w zachodniej części Nepalu w strefie Lumbini w dystrykcie Nawalparasi. Według nepalskiego spisu powszechnego z 2001 roku liczył on 2285 gospodarstw domowych i 11771 mieszkańców (6188 kobiet i 5583 mężczyzn).